# DVB-T

Los países que utilizan DVB-T en el mundo se muestran en azul.

DVB-T, siglas de Digital Video Broadcasting – Terrestrial, en español: Difusión de Video Digital - Terrestre, es el estándar para la transmisión de televisión digital terrestre (TDT) creado por la organización europea Digital Video Broadcasting (DVB). Este sistema transmite audio, video y otros datos a través de un flujo MPEG-2, usando una modulación de “Multiplexación por División de Frecuencia Ortogonal Codificada” (COFDM).
El estándar DVB-T forma parte de toda una familia de estándares de la industria europea para la transmisión de emisiones de televisión digital según diversas tecnologías: emisiones mediante la red de distribución terrestre de señal usada en la televisión analógica tradicional (DVB-T), emisiones desde satélites geoestacionarios (DVB-S, Difusión de Video Digital - Satelital), por redes de cable (DVB-C) e incluso para emisiones destinadas a dispositivos móviles con reducida capacidad de proceso y alimentados por baterías (DVB-H). Otra nueva modalidad es la TV por ADSL, que también posee un nuevo estándar como es el DVB-IPTV y también la modalidad de audio el DAB (Digital Audio Broadcasting), utilizado para las emisoras de radio en formato Radio digital.

## Críticas e inconvenientes
Los diferentes gobiernos europeos han ido adoptando calendarios que implican la desaparición de los antiguos sistemas de radiodifusión televisiva analógica en general para el año 2012, aunque en algunos países las fechas se han adelantado. En España, el 3 de abril de 2010 fue fijada como la fecha tope para la ya realizada desconexión de los centros emisores de señal analógica, pero esa fecha fue adelantada un día; al 2 de abril de 2010. Tanto la difusión del estándar DVB-T como la eliminación de las emisiones analógicas se están produciendo paulatinamente, y la fecha límite conocida como “apagón analógico” se aplicó solamente en los mayores núcleos de población, en los cuales las emisiones analógicas permanecieron hasta el final, dado que en el resto de zonas el apagón analógico se fue produciendo gradualmente antes de esas fechas.
Una de las mayores críticas proviene del hecho de que la modulación elegida no es del todo lo inmune al ruido impulsivo que se debiera esperar en un sistema de calidad digital. En una señal analógica, el ruido impulsivo (típicamente causado por máquinas tales como automóviles, motocicletas, etc.) aparecía como una pequeña línea de "nieve" que no perturba gravemente la imagen, mientras que en el estándar DVB-T, dependiendo de la calidad del decodificador, dicho ruido implica la aparición de errores en los microcuadros en los cuales MPEG-2 divide la imagen, o incluso pausas, pérdida completa de imagen o molestos chirridos en el audio. Por tanto, se requiere una instalación lo más inmune al ruido que sea posible.
Este aspecto resulta de crucial importancia además en los lugares en los que la señal es débil. En la emisión del antiguo sistema de televisión analógica, la señal se degradaba progresivamente y era muy fácil recibir la emisión incluso con interferencias considerables, y en instalaciones antiguas o sometidas a ruido electromagnético (en la práctica aproximadamente un 25%) hacía insoportable las continuas interrupciones en el flujo de video y, sobre todo, audio lo que obligaba a realizar inversiones en equipos en muchos casos inasumibles.
Todos estos aspectos están cobrando especial importancia desde que se produjo el apagón analógico, aunque finalmente será inevitable una prórroga considerable.
Otra crítica frecuente proviene de la excesiva compresión en la trama MPEG-2, que se manifiesta sobre todo en las escenas de mayor movimiento y detalle, de forma que los microcuadros de la imagen se hacen muy visibles.  Para minimizar este efecto, un buen decodificador DVB-T incluye filtros digitales que suavizan la apariencia de los bloques.

## Detalles técnicos
El estándar DVB-T comparte detalles técnicos de codificación con el estándar DVB-S (Digital Video Broadcasting by Satellite). La diferencia fundamental es que DVB-T utiliza una codificación llamada COFDM (Coded Orthogonal Frequency Division Multiplexing, Multiplexación por División de Frecuencia Ortogonal Codificada) que sacrifica parte de la velocidad del canal disponible para datos para obtener mejores resultados de imagen cuando la señal se ve afectada por ruido (interferencias). El sistema consiste, grosso modo, en dividir los datos en partes que se envían por separado, e insertar bandas de seguridad entre ellos que permitan a los receptores distinguir mejor la información del ruido. Este sistema tiene un mayor coste en términos de potencia informática requerida para la interpretación de los datos, y obliga a receptores más potentes para su decodificación.
El estándar COFDM permite diferentes codificaciones como el modo 2K, pensado para transmisiones simples que cubran áreas geográficas reducidas (potencias reducidas) o el modo 8K que puede utilizarse por áreas geográficas extensas en un único canal, común en toda la red. La protección que COFDM ofrece a los datos, permite que el sistema pueda emitir con la misma frecuencia portadora en toda una región geográfica extensa (cubierta por diversos radioenlaces). El receptor puede discernir entre la señal principal del repetidor más próximo del resto (más débiles) que se pasan a ser ruido y son descartadas. Si el área geográfica tiene una cobertura deficiente (poca densidad de repetidores), se puede modificar los parámetros de la codificación COFDM aumentando la cantidad de información de control y disminuyendo la de datos útiles, con el fin de posibilitar a los receptores el descarte correcto de señales muy desfasadas a costa de reducir el caudal de datos máximo de la señal.
En términos más coloquiales, se puede compararlo con un búfer de lectura en una PC, donde la PC recoge cierta información para reproducir, mientras carga otro paquete igual que ha de ser el siguiente; al aumentar las portadoras en DVB-T es exactamente lo mismo que reducir el tiempo entre las diferentes cargas en PC, de modo tal que el reproductor no se vaya a colgar.
Un ejemplo comparativo para entender la teoría de modo coloquial y simplificar este tópico se puede ver en cualquier video de YouTube, allí se puede apreciar en una barra el proceso de carga del contenido en relación con su reproducción como procesos simultáneos. A mayor velocidad de conexión (que en DVB-T equivale a menos interferencias y la capacidad de obtener más portadoras o señales), la señal o el video como tal se ha de ver más limpio y fluido.

## Países y territorios que utilizan el estándar DVB-T/DVB-T2
| Europa - Andorra - Albania - Alemania - Austria - Bélgica - Bielorrusia - Bosnia y Herzegovina - Bulgaria - Chipre - Croacia - Dinamarca - Eslovaquia - Eslovenia - España - Estonia - Finlandia - Gibraltar - Grecia - Guernsey - Hungría - Isla de Man - Irlanda - Islandia - Islas Feroe - Jersey - Letonia - Lituania - Luxemburgo - Kosovo - Macedonia del Norte - Malta - Moldavia - Montenegro - Noruega - Países Bajos - Polonia - Portugal - Reino Unido - República Checa - Rusia - Serbia - Suecia - Transnistria - Ucrania - Ciudad del Vaticano | África - Argelia - Benín - Burkina Faso - Cabo Verde - Camerún - Costa de Marfil - Egipto - Etiopía - Gabón - Ghana - Kenia - Mali - Madagascar - Mauricio - Marruecos - Mayotte - Namibia - Níger - Nigeria - Lesoto - Libia - Tanzania - República Centroafricana - República del Congo - República Democrática del Congo - Santa Elena, Ascensión y Tristán de Acuña - Sierra Leona - Senegal - Suazilandia - Sudáfrica - Sudán - Togo - Túnez - Uganda - Zambia - Zimbabue | Asia - Abjasia - Afganistán - Arabia Saudita - Armenia - Azerbaiyán - Bangladés - Baréin - Birmania - Brunéi - Bután - Catar - Corea del Norte - Emiratos Árabes Unidos - Georgia - India - Indonesia - Irak - Irán - Israel - Jordania - Kazajistán - Kirguistán - Líbano - Malasia - Mongolia - Nepal - Omán - Osetia del Sur - Palestina - Singapur - Siria - Tailandia - Taiwán - Tayikistán - Turquía - Uzbekistán - Vietnam | América - Anguila - Aruba - Bermudas - Bonaire - Colombia - Curazao - Groenlandia - Guayana Francesa - Haití - Islas Georgias del Sur y Sandwich del Sur - Islas Malvinas - Islas Vírgenes Británicas - Martinica - Panamá - San Martín - San Martín - San Pedro y Miquelón - Trinidad y Tobago | Oceanía - Australia - Fiyi - Islas Salomón - Islas Marshall - Kiribati - Nauru - Nueva Caledonia - Nueva Zelanda - Polinesia Francesa - Tokelau - Tuvalu |